# 天主教約翰內斯堡總教區
天主教約翰內斯堡總教區（拉丁語：Archidioecesis Ioannesburgensis）是南非一個羅馬天主教教省總教區，也是南非五個總教區之一。
總教區包括豪登省中南部以及普馬蘭加省西部，教座位於豪登省首府約翰內斯堡。下轄三個教區。2006年有教友704,000人、104個堂區、169名司鐸。現任總主教為布蒂·特爾哈嘉爾。
1886年6月4日自納塔爾代牧區析出德蘭士瓦監牧區，1904年9月16日升為代牧區。1951年1月11日升為教區，2007年6月5日升為總教區。